# 丹麥-阿爾及利亞戰爭
丹麥-阿爾及利亞戰爭，也被稱為阿爾及利亞遠征，是一場丹麥-挪威和奧斯曼阿爾及利亞的戰爭，時間從1769年持續到1772年，當時阿爾及利亞是奧斯曼帝國一個省。

## 背景和衝突開端
1700年代中期，丹麥-挪威在地中海貿易大大擴展。為了保護他們利潤豐厚的商業免受巴巴里海盜侵害，他們與巴巴里海岸簽訂了和平協議，每年向這些州的個別統治者提供款項。
在1766年，巴巴穆罕默德·本·奧斯曼成為新的奧斯曼阿爾及利亞迪伊，他要求丹麥-挪威增加年度付款，並應該收到新禮物。丹麥-挪威拒絕了這一要求。不久之後，阿爾及利亞海盜劫持了三艘丹麥-挪威船隻並將船員賣為奴隸。

## 反應
1770年5月16日，4艘风帆战列舰和兩艘巡防艦從哥本哈根起航，威脅如果阿爾及利亞人不同意和丹麥達成新的和平協議，他們就要轟炸阿爾及利亞首都阿爾及爾。阿爾及爾沒有受到恐嚇，丹麥-挪威的轟炸以失敗告終，因為大部分船員因傷寒爆發而病倒。同時這些船隻無法承受來自阿爾及利亞人的重型火砲反擊，這使他們的船體受損。丹麥-挪威遠征軍在不得不放棄襲擊前，向阿爾及爾投下大約75枚炸彈。然後採取了對城市的封鎖。

## 事後
1772年，一個代表團被派往阿爾及爾，經過五天的談判，達成了一項新的和平，其中阿爾及爾得到的報酬很高。此外，丹麥-挪威必須支付每個作為奴隸的戰俘返回的費用，他們必須單獨與每個奴隸主談判贖回的價格。
今天，丹麥和挪威幾乎都忘記了這場戰爭，因為它在丹麥和挪威歷史上沒有發揮過重要作用。